# Elisabet Bäck
Kerstin Elisabet Bäck, född 7 maj 1955, är en svensk journalist och chefredaktör.
Bäck inledde journalistkarriären på Laholms Tidning 1973, kom därefter till Mölndals-Posten och arbetade länge på Göteborgs-Posten. Hon har därefter varit chefredaktör för Bohusläningen 1997-2001, kvällstidningen Göteborgs-Tidningen 2001-2002 samt Vestmanlands Läns Tidning i Västerås 2002-2009.
År 2011 blev hon chefredaktör för Katrineholms-Kuriren. År 2015 utsågs hon till chefredaktör på Eskilstuna-Kuriren. Hon skulle ha tillträtt hösten 2015, men insjuknade i en stroke innan dess.